# Werkstatt Winkelmann
Die Werkstatt Winkelmann ist eine in den 1960er Jahren in Günne am Möhnesee gegründete Werkstattgemeinschaft, gebildet von dem Bildhauer Wilhelm Winkelmann (* 1904; † 1989), dem Kirchengoldschmied und Bildhauer Michael Winkelmann (* 1937) und dem Silberschmied, Graveur und Bildhauer Christoph Winkelmann (* 1940). Das Atelier fertigt sakrale und profane Werke für den öffentlichen und privaten Bereich.

## Leben und Wirken

### Wilhelm Winkelmann
Wilhelm Winkelmann studierte zwischen 1924 und 1927 Bildhauerei und Metallgestaltung an der Kunstgewerbeschule in Essen (später Folkwangschule). Von 1928 bis 1935 hatte er ein Atelier in Bochum und zog dann mit seiner Familie in ein Haus mit Atelier in Hattingen-Elfringhausen. Dort arbeitete er als freischaffender Bildhauer. 1937 wurden seine Arbeiten als „undeutsch“ eingestuft. 1939 wurde er zur Wehrmacht eingezogen. Zwischenzeitlich war er wegen „Wehrkraftzersetzung“ inhaftiert. Nach 1945 schuf er bis zum Ende der 1970er Jahre skulpturale Arbeiten im Kirchenbau und für den Privatbesitz. Besonders zu erwähnen sind seine getriebenen Skulpturen. 1959 verlegte er mit seiner Familie das Atelier nach Günne am Möhnesee. Er war Mitglied im Berufsverband bildender Künstler und im Ring bildender Künstler. 1963 bildete sich die Werkstattgemeinschaft mit seinen Söhnen Michael und Christoph.

### Michael Winkelmann
Michael Winkelmann absolvierte eine Lehre als Kupfer- und Silberschmied in der väterlichen Werkstatt und erarbeitete sich Kenntnisse bei dem Restaurator Josef van Heekern in Essen. Von 1960 bis 1963 studierte er an der Werkkunstschule in Wuppertal bei Kirchengoldschmied Karl Schrage und dem Bildhauer Kurt Schwippert. In der Werkstatt Karl Schrage vertiefte er seine Kenntnisse des Treibens und Schmiedens der Metalle und der Emailkunst. Er betrieb Studien zu Objekt- und Raumgestaltungen im Kirchenbau und war Mitglied im Berufsverband bildender Künstler.

### Christoph Winkelmann
Christoph Winkelmann erlernte das Graveurhandwerk in der Werkstatt Helmut Zick in Velbert und besuchte die Fachschule für metallverarbeitende Berufe in Solingen. Er nahm an Zeichenseminaren der Folkwangschule Essen teil. Ab 1960 erlernte er die Techniken des figürlichen und objektgestaltenden Treibens von Metallen in der väterlichen Werkstatt. Er erarbeitete sich den bildhauerischen Umgang mit Holz und Stein. Später vertiefte er seine Studien auf zahlreichen Reisen und Aufenthalten in Südeuropa und im Orient.
Als Haupttätigkeit gestalten Michael und Christoph Winkelmann liturgische Geräte, bischöfliche Insignien, Skulpturen und Objekte. Geprägt durch die Werkschulreform bilden besonders ihre Kirchen- und Altarraumausstattungen nach dem Zweiten Vatikanischen Konzil einen Schwerpunkt im Schaffen der Künstler. In besonderer Weise nahmen sie Rücksicht auf vorhandenes Kunstgut. Für den öffentlichen Raum gestalteten sie Gedenkstätten und Brunnen sowie Bildstöcke und Wegekreuze. Eine große Anzahl skulpturaler Werke, profanes Gerät und Unikat-Schmuck entstanden für Privatpersonen.

## Werke (Auswahl)

### Kirchen
- 1968: Sondern; Kirche St. Maria, Chorraumgestaltung
- 1972: Wehrstapel; Kirche Hl. Familie, Chorraumgestaltung
- 1974–75: Soest; St.-Patrokli-Dom, Choranlage, Lettnergitters und Leuchter. Restaurierung des historischen Turmschmucks
- 1976: Rietberg; St. Johannes Baptist (Rietberg), Chorraumgestaltung
- 1981: Bad Sassendorf; Kath. Kirche St. Bonifatius, Chorraumgestaltung, Bodengliederung und Portale
- 1982–1985: Magdeburg; Kathedrale St. Sebastian, Chorstuhlreliefs, Tabernakelstele und Apostelleuchter
- 1984: Gleidorf; Herz-Jesu-Kirche, Chorraumgestaltung
- 1986: Paderborn; Paderborner Dom, Kapitelfriedhof, Sammelgrabplatte, Brunnen, Totenleuchte, Diabasstein
- 1987: Lathen; St. Vitus, Chorraumgestaltung
- 1990: Brakel-Gehrden; St. Peter und Paul, Choranlage
- 1993: Stuhr-Brinkum; Kirche Zum Heiligen Geist, Chorraumausstattung
- 1997: Ense-Niederense; St. Bernhard, Choranlage und Ausstattung
- 2000: Siegen; St. Michael, Chorraumgestaltung
- 2005: Herne-Sodingen; St. Peter und Paul, Chorraumgestaltung
- 2010: Sundern-Stockum; St. Pankratius, Chorraumgestaltung
- 2017: Suttrop; Kirche St. Johannes, Choranlage
- 2009–2017: St. Patroklus-Schrein Soest, Neuerstellung der Statuettenreihe Christus, St. Patroklus, St. Bruno von Köln sowie die Reihe der 12 Apostel in Silber getrieben

### Öffentlicher Raum
- 1963: Günne-Möhnesee: Wilhelm und Christoph Winkelmann: Gedenkstätte mit Skulptur St. Sebastian in Tombak vollplastisch getrieben
- 1990: Soest: Jakobitor, Trogbrunnen mit Pilgerskulptur in Sandstein (Jakobsweg)
- 1992: Möhnesee-Körbecke: Marktbrunnen der Möhnesee Dörfer in Muschelkalk und Bronze
- 2008: Wickede-Ruhr: Stele zur Städtepartnerschaft: Wickede-Ruhr mit Jemielnica in Polen, in Anröchter Dolomit

### Einzelobjekte
Wilhelm Winkelmann
- 1933–37: Bochum-Stiepel: Wallfahrtskirche St. Marien, Altarretabel in Messing getrieben. Außenaltar mit Marienklage in Sandstein (zerstört), Madonnenskulptur in Sandstein, Klostergarten
- 1946: Hattingen-Blankenstein: Kath. Kirche St. Johannes Baptist, Kreuzweg mit 14 Stationen. Die Stationen sind eine Hand Treibarbeit aus Messingblech. Das Material ist ein Überbleibsel des Zweiten Weltkrieges, Granaten Kartuschen von Flak Geschützen
- 1956–1963: Wallfahrtsstätten Lichtenau-Kleinenberg: Skulpturen, Sandstein und Bronze.
- 1966: Schmallenberg-Grafschaft: Kath. Kirche St. Georg, 14 Kreuzwegbilder in Tombak getrieben

Michael Winkelmann
- 1970: Möhnesee-Völlinghausen: Ev. Kirche Heilig-Geist: Großes Wandkreuz, ornamental gestaltet in Kupfer und Grubenschmelz Email
- 1974: Soest: Kreis Soest: Zwei fünfarmige Leuchter als Silber Unikat für die kanadische und belgische Armee
- 1987: Borchen-Dörenhagen: Kath. Kirche St. Meinolfus, Kirchenportal mit den Figuren des Hl. Liborius und Hl. Meinolfus in Kupfer getrieben
- 1996: Bischofsstab, Pektorale und Ring in Silber für den Erzbischof von München und Freising, Reinhard Kardinal Marx

Christoph Winkelmann
- 1970: Castrop-Rauxel-Schwerin: Kath. Kirche St. Franziskus Xaverius: Skulptur St. Franziskus, in Tombak vollplastisch getrieben
- 1978: Iserlohn-Letmathe: Kath. Kirche St. Kilian: Skulpturen St. Petrus und St. Paulus in Sandstein
- 1987: Borchen-Dörenhagen: Kath. Kirche St. Meinolfus, Tympanon Skulpturen des Hl. Liborius und Hl. Meinolfus in Sandstein
- 2015: Möhnesee-Günne: Möhnetalsperre: Gedenkstele mit Relief für die Opfer der Möhnekatastrophe im Kriegsjahr 1943, aus Anröchter Dolomit, Rohstein mit Reliefarbeiten

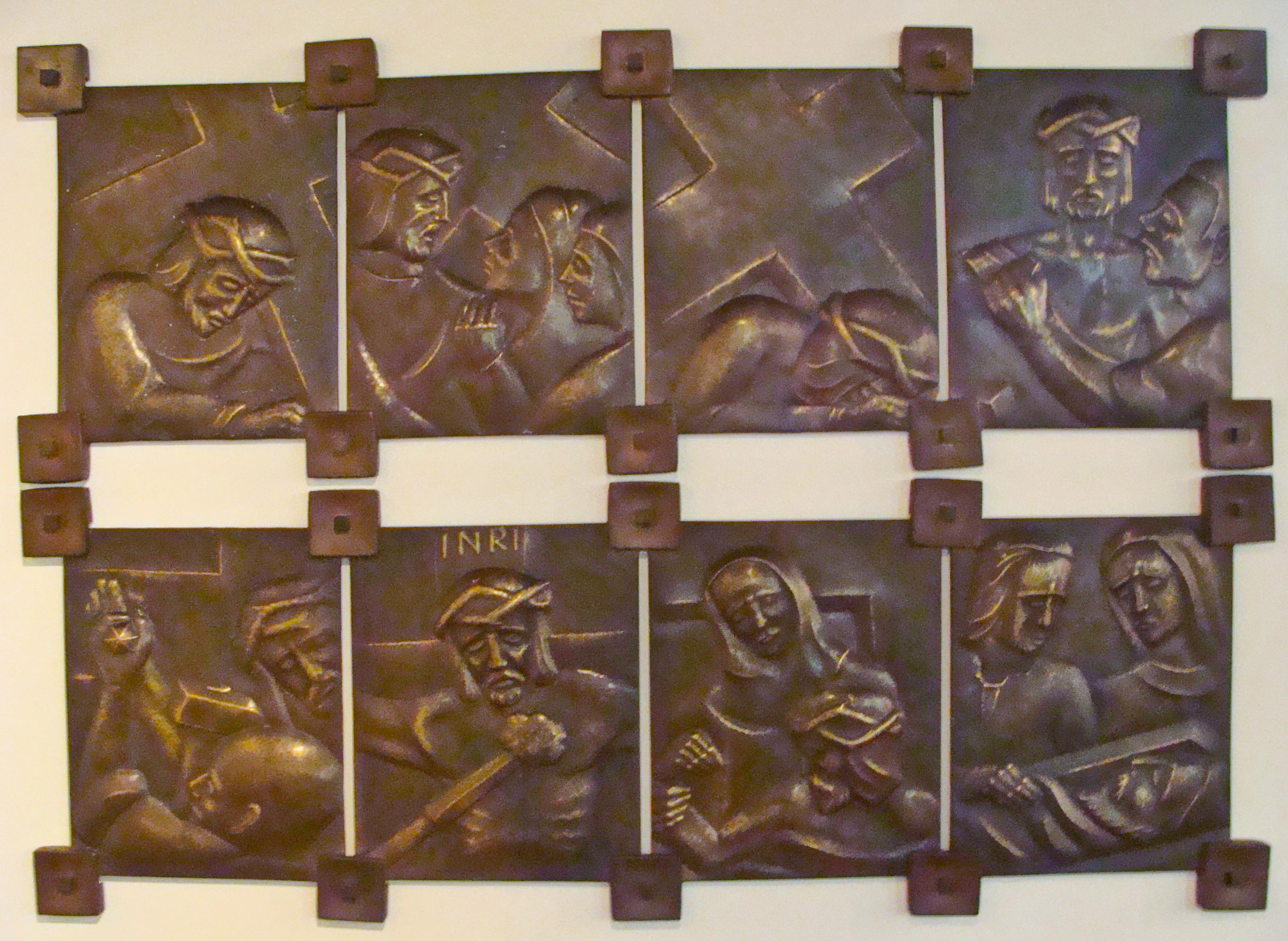
1946 Kreuzwegstationen in der Kirche St. Johannes Baptist in Hattingen-Blankenstein
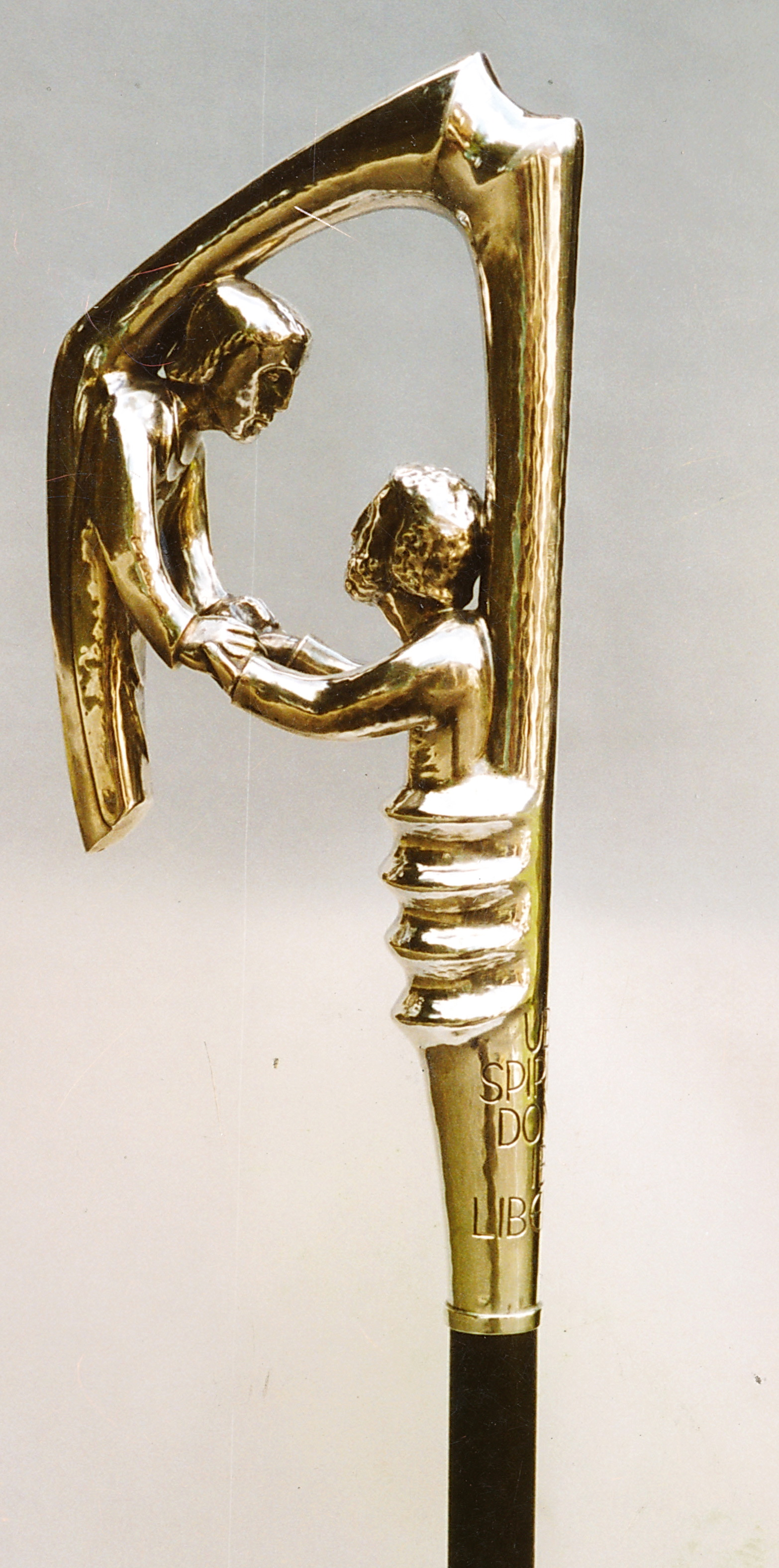
1996 Bischofsstab für Kardinal Reinhard Marx
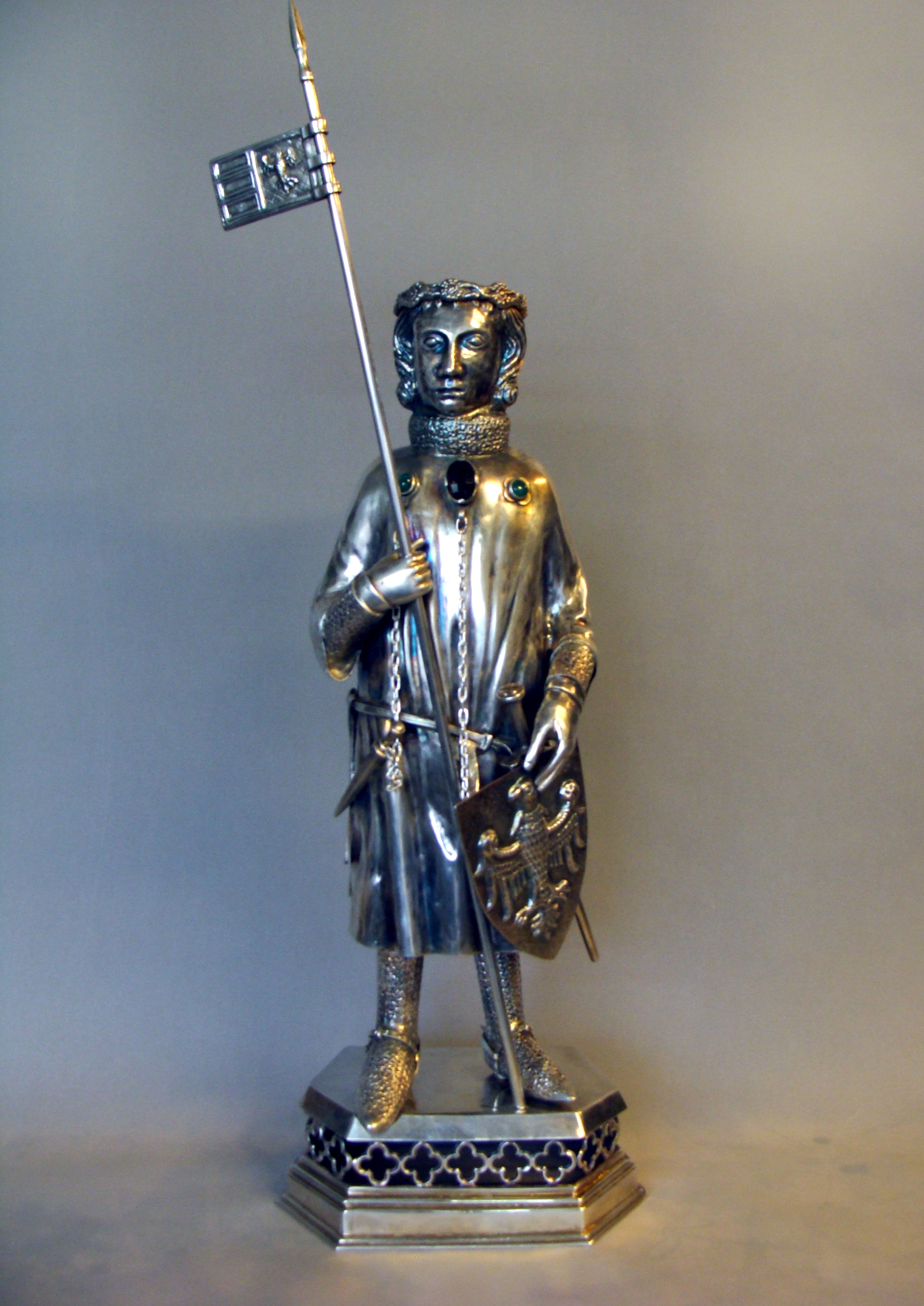
2009 St. Patroklus Figur vom Soester Patroklus-Schrein
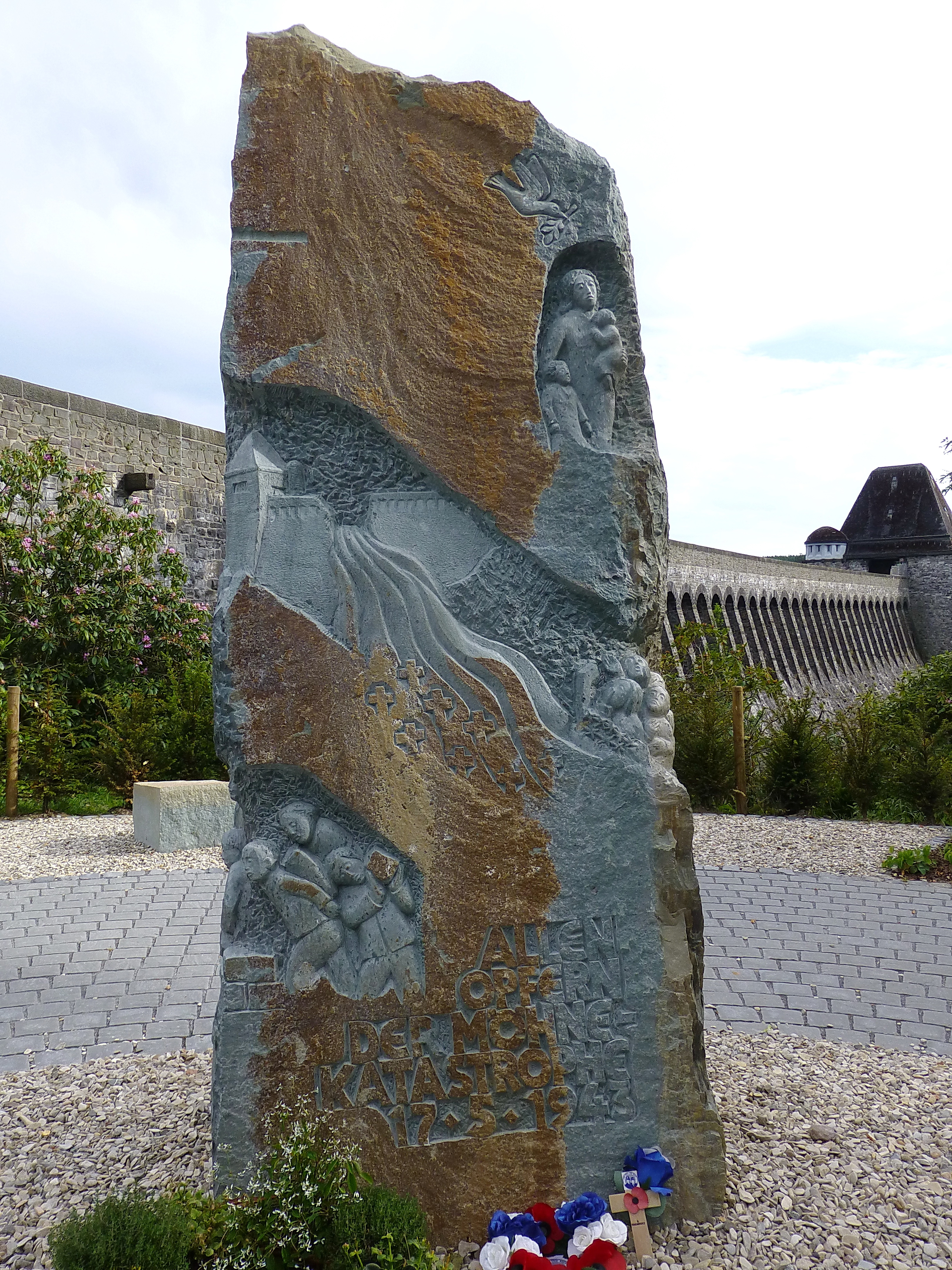
2015 Gedenkstele für die Opfer der Möhnekatastrophe

## Ausstellungen
- Berlin, Koblenz, Köln, Möhnesee, Paderborn, Soest, Ulm, Wuppertal
- Email international – 1981 Kunstverein Coburg
- Exponata – 1983 Kunst aus Westfalen in Münster
- Neues deutsches Email – 1984 Goldschmiedehaus Hanau
- Goldene Pracht – Mittelalterliche Schatzkunst in Westfalen: Nachbildungen der Statuetten des Soester St. Patroklischreins, 2012 Münster, Bistum Münster, Landschaftsverband Westfalen-Lippe (LWL), Westf. Wilhelms-Universität Münster